# Santa Marina del Rey
Pour les articles homonymes, voir Santa Marina (homonymie).
Santa Marina del Rey est un municipio (municipalité ou canton) de la comarque de Ribera del Órbigo, dans la province de León, communauté autonome de Castille-et-León, dans le Nord de l'Espagne.
Le territoire de ce municipio est traversé par le Camino francés du Pèlerinage de Saint-Jacques-de-Compostelle. Ce chemin passe par les localités de Villavante ou de San Martín del Camino et Puente de Órbigo, selon que l'on emprunte la variante de la Calzada de los Peregrinos au sud, ou celle du Camino Real le long de la N-120 (es), au nord.

## Démographie
| 1991  |  | 1996  |  | 2001  |  | 2004  |  | 2007  |  | 2008  |  | 2010  |
| ----- |  | ----- |  | ----- |  | ----- |  | ----- |  | ----- |  | ----- |
| 2 816 |  | 2 689 |  | 2 517 |  | 2 350 |  | 2 237 |  | 2 194 |  | 2 169 |

## Divisions administratives
Le municipio regroupe les localités de :
- San Martín del Camino,
- Santa Marina del Rey (chef-lieu),
- Sardonedo,
- Villamor de Órbigo,
- Villavante.

## Culture et patrimoine

### Pèlerinage de Compostelle
Sur le Camino francés du Pèlerinage de Saint-Jacques-de-Compostelle, par la branche du Camino Real au nord, on vient du municipio de Villadangos del Páramo ; par la branche de la Calzada de los Peregrinos au sud, on vient du municipio de Chozas de Abajo.
Le prochain municipio traversé est Hospital de Órbigo, en passant par son chef-lieu du même nom.

## Sources et références
- (es) Cet article est partiellement ou en totalité issu de l’article de Wikipédia en espagnol intitulé « Santa Marina del Rey » (voir la liste des auteurs).
- (fr) Grégoire, J.-Y. & Laborde-Balen, L. , « Le Chemin de Saint-Jacques en Espagne - De Saint-Jean-Pied-de-Port à Compostelle - Guide pratique du pèlerin », Rando Éditions, mars 2006,  (ISBN 2-84182-224-9)
- (fr) « Camino de Santiago St-Jean-Pied-de-Port - Santiago de Compostela », Michelin et Cie, Manufacture Française des Pneumatiques Michelin, Paris, 2009,  (ISBN 978-2-06-714805-5)
- (fr) « Le Chemin de Saint-Jacques Carte Routière », Junta de Castilla y León, Editorial

- (es) www.vegasdelcondado.com Historia de Santa Marina del Rey.